# Bosc-Édeline
Bosc-Édeline ist eine französische Gemeinde mit 371 Einwohnern (Stand: 1. Januar 2022) im Département Seine-Maritime in der Region Normandie (vor 2016: Haute-Normandie). Sie gehört zum Arrondissement Rouen und zum Kanton Le Mesnil-Esnard (bis 2015: Kanton Buchy). 

## Geographie
Bosc-Édeline liegt etwa 28 Kilometer nordöstlich von Rouen. Umgeben wird Bosc-Édeline von den Nachbargemeinden Bois-Héroult im Norden und Westen, Mauquenchy im Nordosten, Rouvray-Catillon im Osten, Sigy-en-Bray im Süden und Südosten sowie Bois-Guilbert im Süden und Südwesten.

## Einwohnerentwicklung
| 1962                      | 1968 | 1975 | 1982 | 1990 | 1999 | 2006 | 2013 |
| ------------------------- | ---- | ---- | ---- | ---- | ---- | ---- | ---- |
| 206                       | 189  | 182  | 246  | 257  | 284  | 305  | 345  |
| Quelle: Cassini und INSEE |      |      |      |      |      |      |      |

## Sehenswürdigkeiten
- Kirche Sainte-Trinité aus dem 13. Jahrhundert

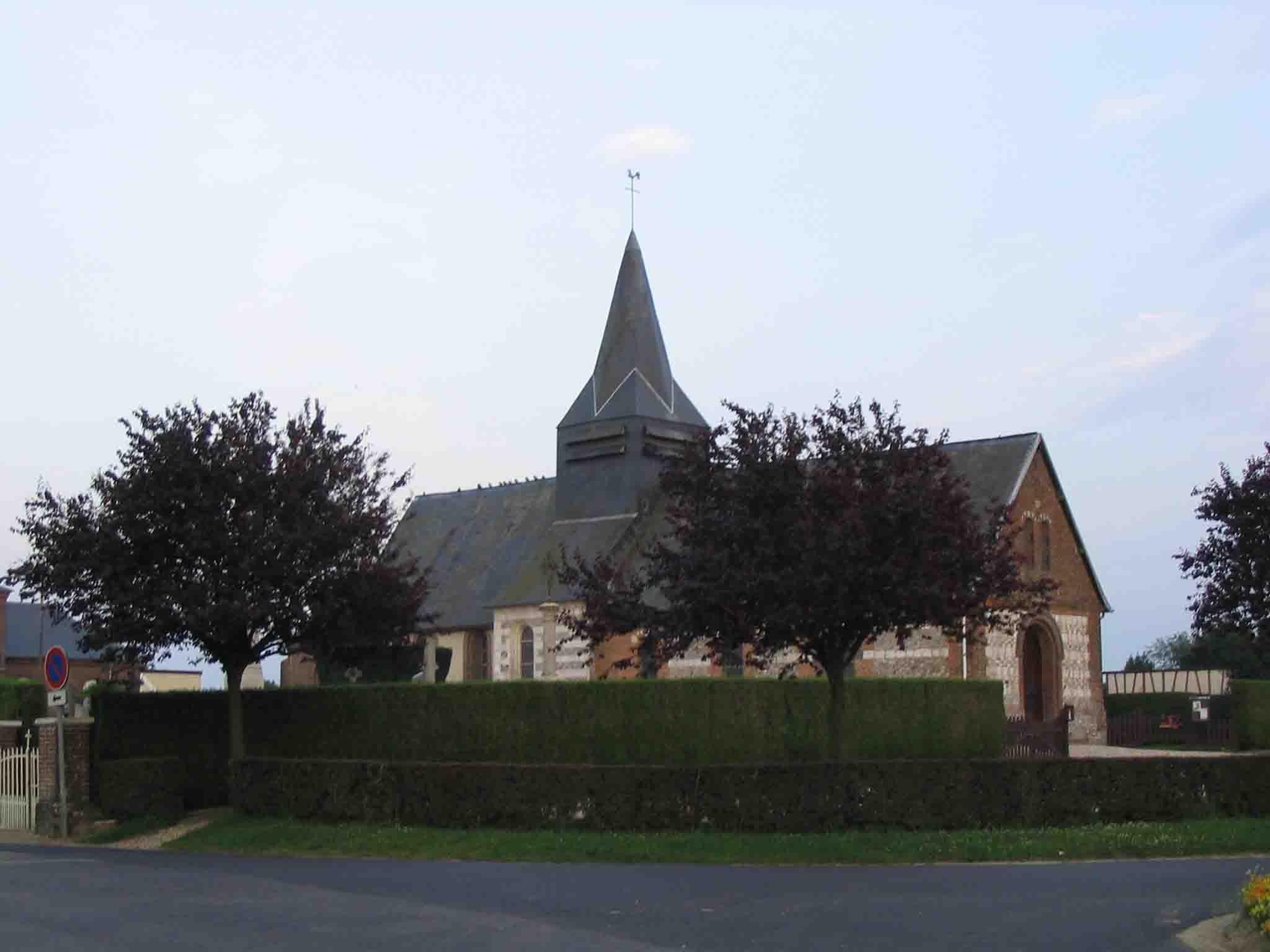
Kirche Sainte-Trinité